# 福島県道393号上北迫下北迫線
福島県道393号上北迫下北迫線（ふくしまけんどう393ごう かみきたばしもきたばせん）は、福島県双葉郡広野町を通る一般県道である。

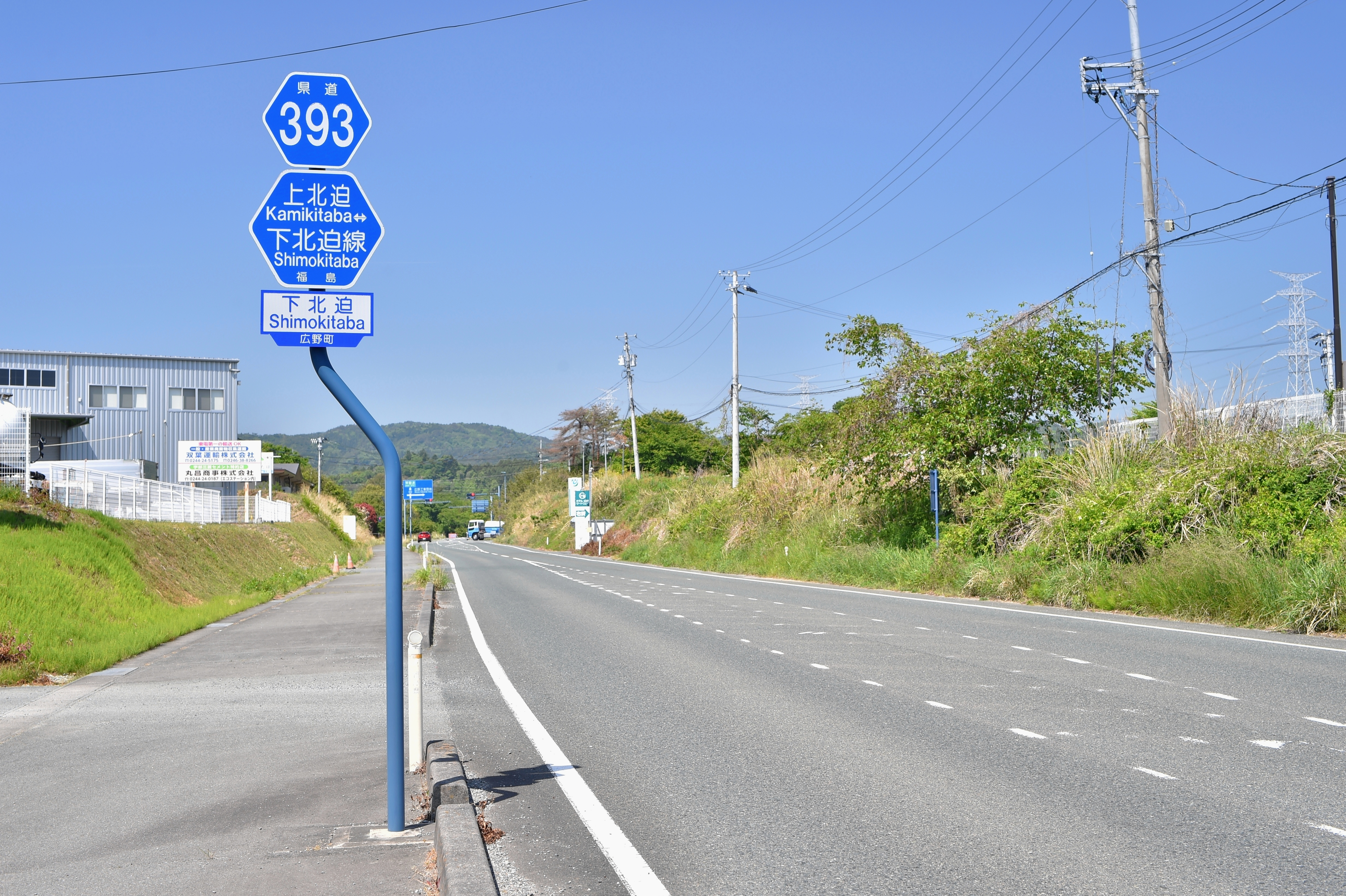
福島県道393号上北迫下北迫線
広野町大字上北迫（2024年5月）

## 概要
上北迫地内の町道との交差点から発し、常磐自動車道広野ICを経て国道6号と交差し、下北迫地内の福島県道391号広野小高線との交点が終点となる路線である。国道6号から広野IC、JERA広野火力発電所ともに直結しており、アクセス道路としての性格が強い。

### 路線データ
- 起点：双葉郡広野町上北迫
- 終点：双葉郡広野町下北迫
- 総延長：2.400km[1]
- 路線認定年月日：1996年11月29日[2]

### 道路施設
上田郷橋
- 全長：51m
- 幅員：13m
- 竣工：2003年[3]

## 地理

### 交差する道路
- 広野IC - E6常磐自動車道
- 国道6号（岩沢交差点）
- 福島県道391号広野小高線（終点）

### 沿線の施設など
- 広野工業団地
- Jヴィレッジスタジアム
- JERA広野火力発電所